# Reaktor založený na roztavených solích

Schéma konceptu MSR s jedním médiem (Single Fluid MSR)

Reaktory založené na roztavených solích (anglicky molten salt reactor, MSR) jsou jaderné reaktory, v nichž je jaderné palivo ve formě roztavené soli, jež slouží současně jako prostředek pro přenos tepla (homogenní reaktor). U tohoto typu reaktoru je jaderné palivo v tekuté formě rovnoměrně rozděleno v primárním okruhu. Jako moderátor může sloužit grafit. Prototyp takovéhoto reaktoru byl postaven v roce 1954 v rámci amerického výzkumného projektu, který měl za cíl vyvinout bombardér s dlouhým doletem, poháněný jaderným pohonem.
Průběžné odstraňování nechtěných produktů štěpení, absorbujících neutrony z reaktoru v průběhu provozu (např. 135xenon), vede k vyššímu množství neutronů využitelných pro další štěpení. Z tohoto důvodu může být reaktor s tekutou solí s výhodou provozován jako množivý reaktor, který vyrobí více paliva, než sám spotřebuje. Pokud je jednou uveden do chodu malým množstvím štěpného materiálu jako 235uran, 233uran nebo 239plutonium, může být následně průběžně doplňován pouze neštěpitelnými nuklidy, které se záchytem neutronu postupně přeměňují na štěpitelný materiál. Reaktor si tak generuje vlastní palivo (např. neštěpitelné 232thorium + neutron → štěpitelný 233uran nebo neštěpitelný 238uran + neutron → štěpitelné 239plutonium). Anglicky je tento koncept označovaný jako liquid fluoride thorium reactor, (LFTR) Lifter.
Ke koncepci reaktorů chlazených tekutými solemi (nikoli ovšem k MSR v užším smyslu) náleží rovněž Pebble Bed Advanced High Temperature Reactor (PB-AHTR).
Zde se jedná v podstatě o typ vysokoteplotního reaktoru (s palivem ve formě grafitových kuliček s palivovými tělískem uvnitř) ovšem s chlazením tekutými solemi namísto chlazení heliem. Koncept PB-AHTR platí u svých zastánců za snadněji realizovatelný než LFTR, protože je bližší klasickým návrhům heterogenních reaktorů, s tím že chlazením tekutou solí se vyřeší některé z nevýhod původního konceptu vysokoteplotních reaktorů.
Přes některé výhody konceptu MSR byly dosud postaveny pouze dva malé výzkumné reaktory. Pro účely komerční výroby energie jsou MSR předmětem výzkumu (spolu s pěti dalšími možnými koncepty) v rámci Mezinárodního fóra pro čtvrtou generaci jaderných reaktorů. Vzhledem k tomu, že klasický koncept množivého reaktoru typu MSR s tepelnými (pomalými) neutrony se ukázal být rizikový z hlediska možnosti zneužití jaderného materiálu, těžiště pozornosti fóra se nyní posunulo ke konceptu množivého reaktoru typu MSR s rychlými neutrony.
Koncept MSR/LFTR jako způsob pro energetické využití thoria má cca od roku 2010 silnou podporu různých organizací (obzvláště ve Velké Británii a v USA), zatímco jaderní experti a experti na využití energie jsou spíše zdrženliví. Někteří z podporovatelů považují dokonce LFTR za řešení téměř všech problémů s energií.
Kritici pak, ať z různých důvodů, mluví naopak nemístném nadšení tj. o „MSR-hype" nebo „thorium-hype“ nebo dokonce o úmyslné mediální bublině typu „astroturfingu“.

## Historie

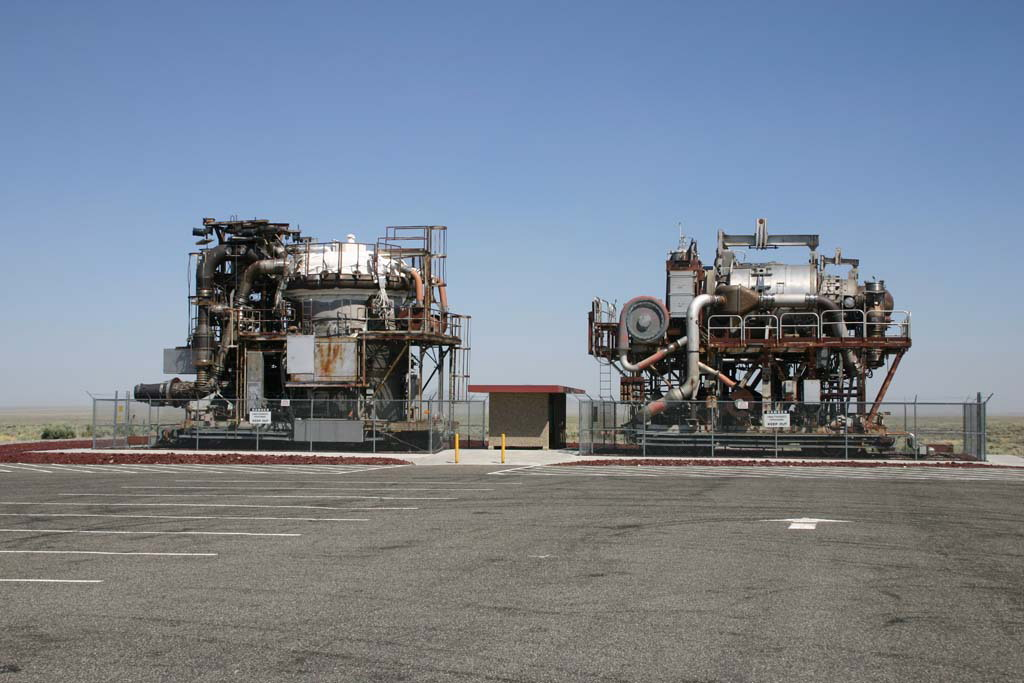
Dva prototypy reaktorů z programu NEPA v EBR I v Idaho

### Experimentální MSR pro letadla
Vývoj MSR začal experimenty s reaktory pro letadla. V rámci programu NEPA (Nuclear Energy for the Propulsion of Aircraft), který byl US Air Force odstartován v roce 1946, byl postaven reaktor, který v roce 1954 absolvoval zkušební provoz. Reaktor byl 221 hodin v kritickém stavu, z toho 74 hodin dodával výkon v řádu jednotek megawattů. Byl naplněn směsí fluoridů sodíku, zirkonia a uranu (53:41:6 Mol-%) a dosáhl nejvyšší teplotu 860 °C a tepelný výkon přibližně 2,5 MW.
Jako moderátor a odražeč neutronů sloužil oxid beryllnatý s dodatečným chladicím okruhem s tekutým sodíkem pro odražeč.
V souvislosti s rozvojem mezikontinentálních raket byla myšlenka bombardérů s dlouhým doletem a nukleárním pohonem nakonec opuštěna.

### MSRE – Experimentální MSR
Zároveň s vývojem a stavbou prvních tlakovodních reaktorů pro civilní získávání energie vyvinutých na základě úspěchů technologie z jaderných ponorek, byly v šedesátých létech prováděny i výzkumy využitelnosti experimentálních reaktorů s tekutou solí pro získávání elektrické energie.
Stavba jednoho reaktoru byla ukončena v roce 1964 a zkušební provoz probíhal od roku 1965 do roku 1969. V tomto období byl experimentální reaktor celkově dva roky v kritickém stavu.
Reaktor s maximálním tepelným výkonem 8 MW v principu potvrdil realizovatelnost tohoto konceptu. Ovšem již po krátké provozní době došlo na stěnách průtokových kanálů k velkým korozním poškozením vlivem působení směsí solí produktů štěpení. K reaktoru nebyl připojen žádný generátor pro získávání elektrické energie; teplo bylo ventilátory odváděno do okolí. Přitom nebylo ani testováno (ač bylo v konceptu LFTR plánováno) množení štěpného materiálu a odstraňování štěpných produktů, jako například vzácných plynů. Ale bylo prokázáno, že aktivní zóna reaktoru může být dlouhodobě provozována při teplotách 650 °C.
Experiment potvrdil i řadu dalších očekávání: radiační stabilitu tekutiny, určitou (ačkoliv ne dostatečnou) korozní odolnost materiálů proti působení roztavených solí, vznik mnoha produktů štěpení ve formě netěkavých iontových sloučenin a možnost snadného průběžného odstraňování vzácných plynů (zvláště 135xenonu, viz průběžná separace), které normálně způsobují tzv. otravu reaktoru. Jako nevýhody se ukázaly mezi jiným vysoká produkce tritia (a to i přes použití izotopicky čistého 7lithia) a silná kontaminace všech stěn průtokových kanálů úsadami štěpných produktů.
Jako palivo bylo používáno 235uranu, tak i 233uranu (získávaného v jiném reaktoru z thoria). Jako moderátor sloužil grafit.
Jak bylo zjištěno během demontáže v roce 1994, muselo dojít během provozu k téměř poruchovému úniku velkého množství 233uranu ze soli do odplyňovacího systému reaktoru. Dekontaminace odplyňovacího systému reaktoru se tak ukázala jako extrémně náročná. Vzhledem k tomu, že cca 5 % štěpného materiálu z MSRE zůstalo ve filtrech s aktivním uhlím odplyňovacího systému reaktoru, musely být dokonce provedeny bezpečnostní studie dokazující nemožnost dosažení kritického stavu, při sanačních pracích na odplyňovacím systému. Předpokládá se, že radiolýzou vznikal z fluoridu plynný fluor, který tvořil s UF4 lehce těkavý (UF6), který se pak následovně neplánovaně uvolňoval do odplyňovacího systému. K tomuto uvolňování docházelo zřejmě až tehdy, když po odstavení reaktoru sůl v zásobnících ztuhla. To by ukazovalo na nedostatečnou stabilitu soli přinejmenším v pevném stavu.
Výsledky projektu MSRE pak hrály velkou roli při hodnocení dále popsaného plánovaného následného projektu MSBR.

### Množivý MSR v Oak Ridge National Laboratory
Když bylo koncem šedesátých let patrné, že světové zásoby uranu jsou omezené, byly vyvinuty různé koncepty reaktorů, které měly „množit“ další jaderné palivo. V USA přicházely do úvahy především dva konkurující si koncepty, „rychlý množivý“ reaktor chlazený sodíkem a množivý reaktor s tekutými solemi využívající tepelných neutronů.
V Oak Ridge National Laboratory byl vyvinut koncept pro množivý reaktor s tekutou solí (MSBR) s výkonem 1 GW. Jako palivo byla použita směs solí LiF–BeF2–ThF4–UF4 v konceptu s jedním médiem. Jako sekundární chladivo bylo použito NaF-NaBeF4.
Podle výpočtů měl být tento základ schopen produkovat další jaderné palivo.
Nejnovější a zpřesněné výpočty ovšem ukázaly, že MSBR měl pozitivní teplotní koeficient reaktivity a proto by nebyl z hlediska bezpečnosti akceptovatelný.
Americká vláda pod vedením Richarda Nixona investovala podstatně větší prostředky na vývoj, tehdy již pokročilejších „rychlých množivých reaktorů“ než na vývoj MSBR.
Když vedoucí projektu MSBR Alvin M. Weinberg varoval před (později skutečně nastalými) prudce rostoucími náklady a především před nebezpečími konceptu rychlých množivých reaktorů a částečně i před lehkovodními reaktory, bylo mu v roce 1973 doporučeno odstoupení a po auditu byl „jeho“ projekt MSBR zastaven.
Tento audit MSBR přinesl výsledky, které vedly k vystřízlivění: …Toto hodnocení znovu potvrdilo existenci velkých technologických a konstrukčních problémů, které omezují použitelnost množivých reaktorů jako spolehlivých a hospodárných pro zásobování elektrickou energií… Nejdůležitější problémy s MSBR jsou svojí podstatou dost komplikované a z mnoha pohledů specifické pro tento koncept… Pokud se ukážou závažné informace o praktických řešeních problémů, je možno provést nové zhodnocení… .
Jako problémy byly uváděny materiálové otázky (výrazná koroze v MSRE), zvýšené uvolňování tritia a velká nebezpečí s ohledem na dosud nedostatečně otestované komponenty. Další práce na MSR byly po tomto auditu značně zredukovány. Některými současnými zastánci konceptu LFTR je tehdejší audit označován jako zmanipulovaný, odpůrci konceptu naopak v odmítání výsledků auditu vidí spiknutí.

### Aktivity v Německu
Také v Německu bylo v omezeném rozsahu do roku 1975 pracováno na vývoji MSR. Ve vývojovém centru KFA Jülich (dnes Forschungszentrum Jülich GmbH) byla prováděna studie o MSR, s cílem zjistit, zda by měl být koncept MSR rozvíjen v Německu dále v nějakém rozsáhlejším výzkumném projektu. Tehdejší vědeckotechnický vedoucí KFA podporoval koncept MSR. Ředitel vývojového centra Jülich Rudolf Schulten naopak propagoval konkurenční technologii vysokoteplotního reaktoru s kuličkovým palivem a technologii MSR odmítal jako „naprosto hroznou“ a později to, že zabránil vyvíjení MSR v centru Jülich, označoval jako jedno ze svých nejzásadnějších rozhodnutí.

#### Dual Fluid Reaktor (DFR) – vývoj v Berlíně
MSR se dvěma médii (Dual Fluid Reaktor DFR) je koncept reaktoru vyvíjený v Berlíně institutem IFK (Institut für Festkörper-Kernphysik – institut pro jadernou fyziku pevných částic). Měl by spojovat přednosti reaktoru s tekutou solí a reaktoru chlazeného tekutými kovy.
Tím by měly být dosaženy cíle čtvrté generace reaktorů ohledně udržitelnosti, bezpečnosti a hospodárnosti. Reaktor podle tohoto konceptu obsahuje tekuté jádro z chloridů nebo z tekutého kovu; chlazený je olovem. Pracuje s rychlým spektrem neutronů a využívá kombinované průběžné vysokoteplotní přepracování. IFK jej propaguje z hlediska vynikajících bezpečnostních vlastností, extrémně nízkých nákladů a schopností rychle likvidovat radioaktivní odpady.

### Nejnovější výzkum a vývoj

#### Vývoj MSR v Číně
V Číně se od roku 2011 zkoumá a vyvíjí několik různých konceptů reaktorů s tekutými solemi. Zatím se předpokládá, že vývoj vedoucí k postavení komerčně využitelných prototypových řešení potrvá přibližně dvacet let.
Kun Chen z Čínské akademie věd plánoval uvedení funkčního výzkumného prototypu v roce 2015.
Termín dohotovení tohoto čínského MSR s tepelným výkonem 2 MW byl mezitím posunut na rok 2020. Nakonec byl reaktor TMSR-LF1 spuštěn roku 2023.

#### Rychlý reaktor s tekutou solí (MSFR)
Výše zmíněné problémy s bezpečností velkých množivých MSR využívajících tepelné neutrony a thorium jako palivo vedly od roku 2005 k prvním vývojovým pracím na množivých reaktorech konceptu MSR, využívajících ale rychlé neutrony, tzn. bez grafitového moderátoru, které jsou označované jako „Rychlý reaktor s tekutou solí (MSFR)“. V rámci vývoje MSR jako jedné z šesti možných cest čtvrté generace reaktorů se těžiště prací přesunulo právě na MSFR, protože mezi pracovníky vývoje MSR narůstaly pochybnosti, že bezpečnostní problémy velkých množivých MSR využívajících tepelné neutrony budou moci být uspokojivě vyřešeny. Rovněž v rámci evropské platformy Sustainable Nuclear Energy Technology Platform se práce koncentrují již na MSFR.
S MSFR ovšem nejsou žádné provozní zkušenosti a i teoretický výzkum je teprve na počátku. MSFR mají mít podle údajů výzkumu (na rozdíl množivých MSR využívajících tepelné neutrony) stálý a dostatečně velký záporný teplotní koeficient reaktivity i záporný koeficient reaktivity při vzniku parních bublin a tím mají splňovat současné bezpečnostní standardy.

#### Vysokoteplotní reaktor chlazený fluoridovými solemi (FHR)
Z důvodů, uvedených v předchozím odstavci, se ve vývoji čtvrté generace reaktorů od roku 2008 sleduje mezi koncepty MSR také projekt vysokoteplotního reaktoru chlazeného fluoridovými solemi (FHR), který se podobá konceptu PB-AHTR, popsanému v úvodní kapitole. Jedná se přitom o nový koncept reaktoru, který využívá kulovité grafitové palivové elementy, tekutou sůl jako chladivo, bezpečnostní systémy odvozené od rychlých reaktorů chlazených sodíkem a Braytonův cyklus (tj. cyklus plynových turbín) pro generování elektrické energie. Kromě elektřiny by FHR by měl být schopen dodávat i technologické teplo pro průmysl.

## Funkční koncepty
Veškerý obsah reaktoru, sestávající z paliva, chladicího média a štěpných produktů – s výjimkou eventuálně přítomného grafitu jako moderátoru – cirkuluje neustále mezi reaktorovou nádobou a primárním tepelným výměníkem.
Roztavená sůl dosahuje kritického stavu pouze v reaktoru, a to díky přítomnosti grafitového moderátoru a díky dostatečně velkému poměru mezi objemem a povrchem. Při průchodu primárním tepelným výměníkem, který se kvůli radioaktivitě taveniny nalézá uvnitř kontejnmentu, je roztavená radioaktivní sůl již v podkritickém stavu. Dalším vloženým okruhem rovněž s roztavenou solí (ale již neradioaktivní) se převádí teplo z primárního tepelného výměníku do sekundárního tepelného výměníku – parogenerátoru, umístěnému vně kontejnmentu.
Vedle produkce tepla může reaktor s tekutými solemi fungovat i jako množivý reaktor tj. produkovat další štěpný materiál. S thoriem coby množivým materiálem je teoreticky možné produkovat pomocí tepelných neutronů dostatečné množství uranu 233U pro další provoz reaktoru.
V konceptu množivého reaktoru je možné využít dva rozdílné konstrukční principy:
- Single Fluid – jen jeden okruh tekuté soli (dále jako „MSR s jedním médiem“)
- Two Fluid – dva okruhy tekuté soli (dále jako „MSR se dvěma médii“)

### MSR s jedním médiem
Používají jen jeden okruh tekuté soli, v níž je obsažen jak štěpný materiál, tak i materiál pro množení. Oba výše zmiňované zkušební reaktory ARE a MSRE byly malé MSR s jedním médiem bez podstatného množství množivého materiálu.
Aby MSR s jedním médiem mohly efektivně fungovat jako množivé, potřebují výrazně lepší efektivitu využití neutronů, a musí být proto konstrukčně výrazně větší (např. minimálně 1000 MW u konceptu MSBR).

### MSR se dvěma médii
V MSR se dvěma médii cirkulují dvě různé směsi tekutých solí v oddělených kontejnerech :
- ve vnitřním prostoru („aktivní jádro“) je využita směs, bohatá na jaderné palivo (např. 233uran). V této směsi probíhá jaderné štěpení.
- vnitřní prostor obklopuje vnější kontejner se směsí, která je bohatá na množivý materiál (např. 232thorium), tzv. “vnější sůl”. V této soli se záchytem neutronů získává nové jaderné palivo.

Transport tepla k parogenerátoru probíhá pak podobně jako u MSR s jedním médiem vloženým okruhem roztavené neradioaktivní soli oddělujícím primární výměník od parogenerátoru.
Z obou směsí solí je část kontinuálně přepracovávána v zařízení připojeném k reaktoru. Ze směsi solí aktivního jádra jsou odstraňovány štěpné produkty. Ze směsi vnějších solí je extrahováno namnožené jaderné palivo (např. 233uran), které je následně doplňováno do směsi solí aktivního jádra.
Koncept MSR se dvěma médii má velké přednosti při kontinuálním přepracování. Většina štěpných produktů připadá na aktivní jádro, jen mizivá část na vnější soli. Tím odpadá nutné oddělování štěpných produktů od paliva a množivého materiálu, které je nutné provádět u MSR s jedním médiem. Ve vnější soli vzniká též mezistupeň 233Pa, neboť se v ní může absorbovat méně neutronů než v jádře nebo při konceptu s jedním médiem. Vnější sůl také redukuje počet neutronů, které by se ztrácely nevyužity do okolí. Proto je možné v konceptu se dvěma médii navrhovat i relativně malé množivé reaktory.
Konkrétní návrh MSR se dvěma médii představený laboratoří Oak Ridge National Laboratory předpokládal spojení čtyř relativně malých reaktorových jednotek s průměrem cca 3 m a délkou cca 6 m, z nichž každá by měla dodávat výkon cca 250 MW. Malé jednotky měly být kompletně vyměňovány po cca osmi letech, v důsledku vyčerpání životnosti grafitu, neboť výměna pouze vlastního grafitu se nejevila možná.
Existují ovšem ještě značné technické problémy a to v důsledku rozdílné roztažnosti materiálu kontejneru a grafitu a jejího vlivu na svary a spojovací místa.

### Průběžná separace štěpných produktů
Těkavé produkty štěpení, například vzácné plyny, odcházejí z roztavených solí aktivního jádra samy nebo za pomoci jednoduchých technických prostředků. Především je třeba zdůraznit trvalé odstraňování 135xenonu z reaktoru. Radioaktivní 135xenon tvoří při provozu reaktoru jeden z nejčastějších produktů štěpení a velmi silně absorbuje tepelné neutrony, tento jev se nazývá otrava reaktoru. Vzhledem k tomu, že vzniká ještě nějaký čas i po odstavení reaktoru, dočasně, v řádu hodin, zamezuje novému najetí na výkon. Tento problém, který nastává u běžných jaderných elektráren při každém odstavení z plného výkonu, se např. bezprostředně podílel i na černobylské havárii. Kontinuálním odstraňováním xenonu je u MSR tomuto jevu zamezeno. Odseparovaný 135xenon se s poločasem rozpadu 9 hodin mění na radioaktivní 135cesium s dlouhým poločasem rozpadu, které proto musí být uskladněno v úložišti radioaktivního odpadu.
Malý díl (např. 1–10 % denně) obsahu reaktoru, je předpokládáno oddělovat a kontinuálně přepracovávat v zařízení, připojeném k reaktoru. Přitom mají být odděleny netěkavé produkty štěpení, které existují většinou ve formě fluoridů. Zbývající palivo a množivý materiál, právě tak jako i eventuální transurany jsou ve formě roztavené soli zaváděny zpět do reaktoru. Pro rychlý reaktor MSFR existují úvahy o využití pro transmutaci nuklidů s dlouhým poločasem rozpadu, které by vedlo ke snížení množství uskladňovaného jaderného odpadu. Vzhledem k tomu, že transmutace musí být spojena s přepracováním, je reaktor s integrovaným kontinuálním přepracováním předností. U množivých MSR s tepelnými neutrony, s relativně nižším využitím neutronů, je efektivní transmutace velmi problematická.
Kontinuální přepracování má několik předností :
1. Celková hmota produktů štěpení v reaktoru je udržována na nízké úrovni. V případě poruchy je proto nutné vypořádat se jen s relativně s malým množstvím radioaktivního materiálu a následně i s menším množstvím tepla z dodatečného rozpadu. Radioaktivní látky oddělené v rámci přepracování musí být ale skladovány na jiném místě a představují dodatečné bezpečnostní riziko (viz např. problémy se skladem vyhořelého paliva při havárii v jaderné elektrárně Fukušima).
2. Průběžným odstraňováním 135xenonu, se brání otravě reaktoru, tj. využití neutronů je vyšší. To usnadňuje provoz reaktoru jako množivého a přeměnu transuranů v transmutačním zařízení.
3. Je možné oddělovat i produkty štěpení s relativně krátkým poločasem rozpadu a dále je chemicky přepracovávat, dříve než dojde k jejich rozpadu.

Výše uvedené výhody jsou zároveň i nevýhodou, neboť snadná separace štěpných materiálů nebo jejich zdrojů (např. 233Pa) by umožňovala získávání látek použitelných pro výrobu zbraní. Bezpečnostní rizika kontinuálního přepracovávání nejsou navíc stále ještě dostatečně prozkoumána.

## Náklady
Na základě ještě neuzavřeného vývoje a chybějících zkušeností je odhad nákladů obtížný. V roce 1980 byly v ORNL propočítány náklady pro reaktor s tekutou solí srovnatelné s konvenčním reaktorem.
Na jedné straně klesají náklady ve srovnání s konvenčním lehkovodním reaktorem (PWR) díky nižšímu tlaku a úspornějšímu kontejnmentu. Na druhé straně se objevují dodatečné náklady, například kvůli dražším materiálům pro vyšší teploty a na systémy pro odplynění a zachytávání tritia. Odhad nákladů je navíc ztížen tím, že legislativní procedury pro povolování výstavby ještě nezohledňují specifické zvláštnosti reaktorů s tekutou solí.
V případě využití thoriového cyklu jsou výhodou velmi nízké náklady na palivo (thorium) a u MSR rovněž odpadají náklady na zhotovování palivových tyčí. Přibývají ovšem náklady na oddělování produktů štěpení.

## Přednosti

### Pasivní bezpečnost
U všech reaktorů je požadován negativní teplotní koeficient reaktivity, to znamená, že zvýšení teploty vede ke snížení výkonu a tím se přirozeně stabilizuje reaktor. Podle současných bezpečnostní standardů už nemohou být povoleny reaktory s reálně pozitivním teplotním koeficientem, jako například reaktory černobylského typu. Při vhodném návrhu MSR se silně negativním teplotním koeficientem a velmi vysokým přípustným zvýšením teploty jsou pak z hlediska bezpečnosti pokryty i různé přechodové a havarijní stavy. U MSR s využitím tepelných neutronů se ovšem silně negativní koeficient teploty a vysoký faktor množení vzájemně vylučují.
K teplotnímu koeficientu reaktivity přispívají v MSR tři faktory:
- Vyšší teplota zvyšuje účinnost absorbování neutronů v palivu (např. v thoriu), což je žádaný negativní příspěvek do teplotního koeficientu.
- Ohřátí grafitového moderátoru naproti tomu vede zpravidla k pozitivnímu příspěvku do teplotního koeficientu, což u konceptu MSBR vede k obecně pozitivnímu příspěvku do teplotního koeficientu reaktivity.[17]
- Teplotní roztažnost soli vede se stoupající teplotou k tomu, že za stálého objemového průtoku hmotnostní průtok soli klesá, resp. relativní podíl moderátoru roste. Bubliny v solné tavenině vedou k podobnému efektu, který se pak vyjadřuje jako teplotní koeficient reaktivity při vzniku bublin par. Žádoucí je, aby koeficient od tepelné roztažnosti i od vzniku bublin byl negativní. Pro malé MSR je toto přirozeně splněno, ale pro velké reaktory představuje tento požadavek omezení pro přípustný podíl moderátoru.[36] Mezitím se dokonce objevila pochybnost, zda množivý MSR založený na tepelných neutronech může z tohoto důvodu být postaven dostatečně bezpečně, což vedlo k vývojovým pracím na MSR založeném na rychlých neutronech (MSFR).[17] Pokud ovšem upustíme od požadavku na množení paliva, tak MSR založený na tepelných neutronech může být realizován s negativním tepelným koeficientem reaktivity a tím i s dostatečnou bezpečností.

Tavná zátka chrání reaktor před následky výpadku vnějšího zásobování elektrickou energií. Ve dně nádoby reaktoru je odváděcí otvor, který uzavírá tavná zátka ze soli s takovým chemickým složením, aby byla ještě v pevném skupenství při běžných provozních teplotách roztavené palivové soli. Při provozu je roztavená palivová sůl v reaktoru chlazena v primárním tepelném výměníku a její teplota je tak udržována v dovolených mezích a odváděcí otvor je proto pevně uzavřen. Pokud teplo z jaderných reakcí není odváděno, například kvůli výpadku cirkulačních čerpadel a teplota palivové soli vzroste nad přípustnou mez, roztaví se sůl tavné zátky a roztavená palivová sůl z reaktoru vyteče do úložných nádrží pod reaktorem. V nich, v důsledku jejich tvaru a chybějícího moderátoru, řetězová reakce již neprobíhá. Tvar nádrží je také optimalizován pro přirozený odvod tepla vzniklého rozpadem štěpných produktů, bez nutnosti přívodu energie z vnějšího zdroje. Kombinace tavné pojistky a úložných tanků zaručuje odstavení reaktoru do bezpečného stavu bez zásahu personálu nebo aktivního zabezpečovacího systému a to nezávisle na externím zásobováním energií nebo přívodu chladiva (tj. princip automatické bezpečnosti).
Také při prasklině v potrubí primárního okruhu nebo při poruše vlastní reaktorové nádoby vyteče roztavená palivová sůl odtokovými kanály v podlaze reaktorové budovy do úložných nádrží.

### Teplota a tlak
Směsi solí používané v reaktorech, především s ohledem na odvod tepla, mají složení eutektika. V porovnání s čistou solí má eutektikum nižší teplotu bodu tání, soli ve výměníku tak je možno odebrat více tepla, aniž by se riskovalo její zatuhnutí. Nižší bod tání je výhodou i pro bezproblémový odtok soli do úložných tanků a pro start reaktoru. V případě startu reaktoru je nutné sůl roztavit externím tepelným zdrojem a to ještě před uváděním do kritického stavu.
Jednou z možných směsí solí je FLiBe, eutektikum z 50% fluoridu lithia a 50% fluoridu berylia. Teplota tání je 459 °C, teplota varu 1430 °C. I při teplotě 1000 °C je tlak par ještě nízký. Tlak v okruhu roztavené soli je určen oběhovým čerpadlem a bývá kolem 0,5 MPa, což je mnohem níže, než u tlakovodních reaktorů. Nádoba reaktoru a potrubí chladicího systému tak mohou mít slabší stěny. Oproti tlakovodním reaktorům také není potřeba, aby kontejnment zvládal pojmout velké množství páry, vznikající při ztrátě tlaku v důsledku netěsnosti. Chemická exploze v důsledku závady je podle současného stavu znalostí vyloučena a ani nevzniká velké množství plynů, které by musely být zachyceny před rozptýlením do okolí.
Čím vyšší je teplota média (roztavené soli) opouštějícího aktivní zónu, tím vyšší tepelnou účinnost může dosáhnout připojený tepelný stroj (turbína) přeměňující teplo v práci. Dosažitelná teplota média v reaktoru s tekutými solemi je omezena především použitými konstrukčními materiály reaktorové nádoby, které ovšem kromě žárupevnosti musí být i korozivzdorné a odolávat neutronovému záření. V cyklu voda-pára se při nejvyšší předpokládané teplotě 550 °C dosahuje účinnosti až 42 %; v případě využití cyklu s plynovou turbínou a s teplotou nad 900 °C je tepelná účinnost ještě vyšší. Porovnáme-li tyto hodnoty s tepelnou účinností 33 %, kterou dosahují parní cykly se současnými tlakovodními reaktory, a při zohlednění faktu, že oba testovací reaktory (ARE a MSRE) byly již provozovány s teplotami 650–850 °C, je zřejmé, jaký potenciál ke zvyšování tepelné účinnosti cyklu má koncept MSR.

### Thorium jako palivo
Poněvadž je využití neutronů poměrně značné, může být během provozu namnožen nový štěpný materiál. Tak lze reaktor po prvním uvedení do chodu malým množstvím štěpného materiálu jako 235uran nebo 239plutonium udržovat v kritickém stavu jen průběžným doplňováním neštěpitelného nuklidu 232thoria. 232Thorium se záchytem neutronů mění v 233thorium; to se beta-rozpadem s poločasem rozpadu 22,3 minut mění v 233protaktinium a to opět přechází beta-rozpadem s poločasem rozpadu 27 dní ve štěpitelný 233uran.
{\displaystyle \mathrm {^{232}_{\ 90}Th\ +\ _{0}^{1}n\ \longrightarrow \ _{\ 90}^{233}Th\ {\xrightarrow[{22,3\ min}]{\beta ^{-}}}\ _{\ 91}^{233}Pa\ {\xrightarrow[{26,967\ d}]{\beta ^{-}}}\ _{\ 92}^{233}U} }
Tento množivý proces byl využit již koncem osmdesátých let ve vysokoteplotním thoriovém reaktoru THTR v Německu. Jako palivo sloužila směs 10 % vysoce obohaceného 235uranu a 90 % thoria. Thorium této směsi substituuje primární štěpný materiál, nicméně jej nemůže zcela nahradit.
Při použití thoria vzniká ve srovnání s uranovými reaktory daleko méně transuranů. To snižuje množství jaderného odpadu s dlouhým poločasem rozpadu. Z thoria ovšem vzniká izotop 231Pa (s poločasem rozpadu 32760 let), který ač není transuran, je vysoce toxický α-zářič a vyžaduje bezpečné úložiště na mnoho staletí. Další aktinoidy thoriového cyklu, které mají dlouhou životnost jsou 229Th (poločas rozpadu 7500 let) a 230Th (poločas rozpadu 75400 let). Při použití thoria je tedy sice toxicita jaderného odpadu s dlouhou životností výrazně nižší, nicméně nutnost nalezení bezpečného dlouhodobého úložiště zůstává.
Thorium je v zemské kůře třikrát až pětkrát častěji zastoupené, než uran, resp. především než izotop uranu235, který se používá ve většině reaktorů a je obsažen v přírodním uranu jen podílem 0,7 %. Thorium by mohlo, za předpokladu, že bude použito v množivých reaktorech s tepelnými reaktory, pokrýt energetické potřeby lidstva na několik staletí a to i při předpokládané stoupající spotřebě energie. Stejně tak dobře by ale bylo možné pokrýt energetické potřeby lidstva využitím „neštěpitelného“ (v konvenčních reaktorech) izotopu 238uranu a to za předpokladu, že se vývoj přikloní k využití množivých reaktorů s rychlými neutrony, které se v poslední době rovněž vyvíjí.

### Efektivita využití paliva
Stejně jako i v ostatních typech množivých reaktorů, může reaktor s roztavenými solemi solí energeticky využít veškerý materiál, zde konkrétně thorium, zatímco v konvenčních tlakovodních reaktorech je energeticky využito pouze 0,5 % uranu z paliva. Pro získání stejného množství energie je v tlakovodním reaktoru potřeba cca třicetkrát většího množství paliva, než v thoriovém reaktoru s roztavenou solí nebo v jiném typu množivého reaktoru. Faktory množení dosažitelné reaktorech s roztavenými solemi jsou ovšem nižší, než v rychlých množivých reaktorech.
Reaktory s tekutými solemi teoreticky mohou v menším rozsahu množit (vyrábět) i dodatečný štěpný materiál. Stejně tak mohou, ostatně jako všechny typy reaktorů, využívat přepracovaný štěpný materiál z cizích zdrojů (např. z likvidovaných jaderných zbraní).

## Nedostatky

### Akceptovatelnost
Stávající přístup jaderného průmyslu stále ještě upřednostňuje konvenční reaktory s urano-plutoniovým palivovým cyklem a do vývoje LFTR téměř neinvestuje. Podle mínění zastánců LFTR je to tím, že pro průmysl by tato změna vyžadovala rozsáhlou změnu přístupů včetně opuštění dosavadních zdrojů zisku, např. při výrobě palivových tyčí. Podle kritiků LFTR je tato zřejmá zdrženlivost jaderného průmyslu vůči konceptu LFTR podložena nedůvěrou v jeho uskutečnitelnost.

### Provozní a bezpečnostní problémy
Vzhledem k tomu, že se štěpný materiál a štěpné produkty průběžně odvádí z aktivního jádra, je efektivní podíl zpožděných neutronů nízký; což výrazně zhoršuje regulovatelnost reaktoru.
Ty z produktů štěpení, které jsou v roztavených solích málo rozpustné, se ve značné míře usazují na pevných stěnách okruhu (tzv. plate out). Tento efekt následně komplikuje možnosti údržby.
Na rozdíl od většiny ostatních konceptů reaktorů, není zatím pro reaktory s tekutou solí zpracována kvalitativní analýza rizik (PRA/PSA). Z tohoto důvodu se musí na případná pozitivní hodnocení bezpečnosti LFTR nahlížet jako na předčasná, poněvadž v nejlepším případě pokrývají pouze některé aspekty. Neprozkoumané jsou například speciální bezpečnostní aspekty chemického oddělování štěpných produktů, k němuž v jiných reaktorech nedochází. Spektrum možných poruch LFTR se zcela výrazně odlišuje od jiných typů reaktorů. V podstatě i metodický vývoj analýzy bezpečnosti LFTR se nalézá teprve ve velmi raném stadiu.
U LFTR moderovaných grafitem může dojít k pozitivní teplotní výkonové zpětné vazbě s odpovídajícím potenciálem k havárii. Výzkumy kritických poruch specifických pro LFTR způsobených krystalizací jaderného paliva (loss of fuel solubility event) teprve začaly. Zvláště nízká rozpustnost PuF3 v tekutých solích by v případě použití plutonia mohla dělat problémy.
Vysoká teplota a chemické složení roztavených solí vedou k vysokým nárokům na odolnost použitých materiálů. Ve zkušebním reaktoru MSRE v Oak Ridge došlo k výrazné korozi kovových komponentů tellurem vzniklým jako produkt štěpení. Koncept se dvěma médii (s oddělenými prostorami s tekutou solí) má ještě nevyřešené problémy v tom, jak trvale oddělit oba okruhy, s tím že oddělující stěna je vystavena vysokým teplotám, odlišnému chemickému složení obou roztavených solí a vysokému neutronovému toku, přičemž její vlastní materiál by sám měl absorbovat minimum neutronů.
Zvláště u konceptu s jedním médiem je vnímáno riziko snadné hořlavosti grafitového moderátoru, což by v případě havárie mohlo být zdrojem možného nebezpečí. Zároveň má grafitový moderátor omezenou životnost, resp. odolnost proti záření. Výměna moderátoru a i jiné opravy jsou vzhledem k zatížením zářením a kontaminaci problematické.
V důsledku obsahu lithia použitého v reaktoru je produkce tritia v LFTR při radiačním zatížení 35 PBq/(GWela) cca padesátkrát větší než v tlakovodních reaktorech nebo v rychlých množivých reaktorech. Vzhledem k poměrně vysokým teplotám difunduje tritium relativně lehce stěnami reaktorové nádoby. Již u MSRE byla z tohoto důvodu izolace tritia považována za jeden z největších problémů. Nezvládnutí problémů nakládání s tritiem bylo též jedním z nejdůležitějších argumentů při odmítnutí konceptu MSBR.

### Stav vývoje
Dosud nebyly postaveny žádné reaktory s ekonomicky použitelnou velikostí výkonu. Právě tak není ve větším měřítku otestováno nutné potřebné kontinuální přepracování paliva. Stejně tak není otestován koncept množivých reaktorů s thoriem a s tekutými solemi. Celkové nároky na vývoj jsou britskými jadernými experty odhadovány jako velmi vysoké, s tím, že doba k dokončení vývoje MSR do možnosti sériového nasazení může představovat až 40 let.
V červnu 2023 Šanghajský institut aplikované fyziky (SINAP) Čínské akademie věd dostal povolení k zahájení provozu experimentálního „solno-thoriového“ reaktoru v poušti Gobi. Dvoumegawattový reaktor (MSR) se nachází v městě Gobi Wuwei v provincii Kan-su.

### Riziko zneužití jaderného materiálu
Při využití thoria jako paliva vzniká v průběhu procesu také i 233uran. 233Uran má podobně malé kritické množství jako 239plutonium, ale mnohem menší míru spontánního štěpení než plutonium, a tak je považován za optimální materiál pro použití v jaderných zbraních.
Nicméně získat tímto způsobem čistý 233uran, který by byl dobře využitelný pro jaderné zbraně, je obtížné. Vedle 233uranu vzniká totiž také určitém množství 232uran (a to především z 230thoria, které je v palivu také obsaženo) a oba izotopy uranu je téměř nemožné od sebe oddělit. Při následném rozpadu 232uranu vzniká tvrdé gama záření, které podle mínění mnoha jaderných vědců značně ztěžuje skladování a manipulaci s tímto materiálem a tím omezuje jeho využitelnost pro výrobu jaderných zbraní. Jiné vědecké analýzy však poukazují na znatelné riziko zneužití 233uranu z thoria navzdory přítomnosti 232uranu. Také je argumentováno, že 232uranem znečištěný 233uran je neatraktivní pro jaderné velmoci; nikoli ovšem pro státy nebo teroristické skupiny, které by si chtěly ilegálně obstarat přístup k jaderným zbraním, neboť explozivní síla 233uranu se obsahem 232uranu téměř nesnižuje. Konečně je zapotřebí poznamenat, že problematické tvrdé gama záření nezpůsobuje vlastní 232uran, ale až 208Tl, nuklid v jeho rozpadové řadě, který vzniká až se značným časovým zpožděním. V prvních měsících po oddělení 232U/233U je proto záření výrazně nižší, což ulehčuje manipulaci s materiálem v této fázi.
Nejnovější výzkumy navíc potvrzují již dříve formulovaná rizika toho, že speciálně při použití thoria a techniky kontinuálního oddělování 233Pa (s poločasem rozpadu 1 měsíc) lze v reaktorech LFTR získat relativně čistý 233uran, tedy bez příměsi 232uranu, což by v uran-plutoniovém palivovém cyklu bylo mnohem těžší. Nicméně oddělování 233Pa je v mnoha variantách konceptu LFTR předpokládáno kvůli co možná nejefektivnějšímu provozu a v rámci vývoje MSBR bylo již dokonce v laboratorním měřítku testováno. Získaný 233uran by bylo možno využít pro zkonstruování nejjednoduššího typu uranové jaderné zbraně (tzv. Gun-Design), bez nutnosti používat složitou implozní techniku nutnou pro plutoniové jaderní zbraně.
Ke snížení rizik zneužití jaderných materiálů bylo již v sedmdesátých létech navrženo u MSR přimíchávat do roztavených solí podíl izotopu 238uranu. Tato metoda má ale nevýhodu v tom, že se z 238uranu tvoří také transurany problematické z hlediska dlouhodobého ukládání odpadu a navíc je tato metoda v podstatě neúčinná pokud by se pro získávání 233uranu používala cesta separace 233protaktinia.
Koncept MSR odpovídajícím způsobem lépe zabezpečený proti zneužití jaderných materiálů byl představen v roce 1980 v USA s názvem DMSR. Vedle přídavku 238uranu se zde, s výjimkou odvádění vzácných plynů, nepředpokládá žádné nebo kapacitně jen velmi omezené průběžné přepracovávání paliva. To ale znamená, že DMSR nemůže být provozován jako tepelný množivý reaktor a tedy kromě využívání thoria a 238uranu je odkázán i na trvalé přidávání štěpitelného 235uranu. Toto přidávání je na jednotku vyrobené energie ale výrazně nižší, než u konvenčních tlakovodních reaktorů a spotřeba uranu by se tímto způsobem mohla snížit 3÷5×.
Bez ohledu na případné využívání thoria však představuje kombinace reaktoru a zařízení na přepracovávání, tak jak je uvažována u konceptu LFTR, nutně velké riziko z hlediska možného vyzískávání zneužitelných jaderných materiálů.

### Ukládání jaderného odpadu
Problémy s nakládáním a ukládáním slabě a středně radioaktivních odpadů, především zamořených částí strojů a zařízení jsou u MSR podobného rozsahu jako u běžných uranových reaktorů; množství odpadu je i zde závislé na koncepci a životnosti zařízení. Jako další problém při likvidací odpadů je zde zapotřebí uvést i to, že fluoridy vzniklé coby produkty štěpení, nemají formu vhodnou pro konečné uložení, tzn. před uložením je nutné je ještě přepracovávat.

### Kritické studie k tématům MSR a využití thoria
Přehled o problémech a výzvách je v literatuře – autor Mathieu a další autoři.
Britská státní organizace National Nuclear Laboratory (NNL) od roku 2010 zpracovávala na zakázku britské vlády několik hodnotících studií k tématům využívání thoria a LFTR. Hlavními body jejich kritiky jsou nevyzrálý charakter těchto technologií, chybějící důkazy pro předpokládané výhody a výhodné vlastnosti, chybějící zájem jaderného průmyslu financovat nákladný výzkum v této oblasti a pochybnosti o ekonomických přednostech. NNL považuje mnohá prohlášení zastánců konceptu thorium/LFTR za velmi přehnaná a varuje proto před euforií.
Již roce 2008 bylo společenstvím mezinárodních odborníků vydáno dobrozdání zpracované pro norskou vládu, které varovalo před přehnanými očekáváními ohledně využití thoria.